# Christian Wilhelm Braune
Christian Wilhelm Braune (* 17. Juli 1831 in Leipzig; † 29. April 1892 ebenda) war ein deutscher Anatom. Er war Schwiegersohn von Ernst Heinrich Weber und Sohn des Arztes Albert Braune.

## Leben
Braune studierte Medizin an den Universitäten Leipzig, Göttingen und Würzburg. 1856 wurde er promoviert, 1860 habilitiert. Bis 1866 war er Privatdozent, bevor er 1866 außerordentlicher und 1872 dann ordentlicher Professor für topographische Anatomie an der Universität Leipzig wurde. Mit dem Direktor des Anatomischen Instituts Wilhelm His hatte Braune eine gute Zusammenarbeit und lebenslange Freundschaft.
Von 1867 bis 1868 gab Braune einen Topographisch-anatomischen Atlas heraus, dessen Darstellungen auf gefrorenen Schnitten eines menschlichen Körpers beruhten. Die Methode der „gefrorenen“ bzw. „Eis-Anatomie“ war zur Herstellung eines anatomischen Atlas zum ersten Mal vom russischen Chirurgen und Anatomen Nikolai Pirogow geübt worden. Rudolf Virchow hielt den Atlas von Braune für den größten Fortschritt, den die damalige deutsche medizinische Literatur seit 15 Jahren gemacht hatte.
Braune lieferte Pionierarbeit auf dem Gebiet der Biomechanik, wobei er insbesondere mit dem Mathematiker Otto Fischer zusammenarbeitete. 1882 wurde er als ordentliches Mitglied in die Königlich Sächsische Gesellschaft der Wissenschaften aufgenommen. Im Jahr 1888 wurde er zum Mitglied der Gelehrtenakademie Leopoldina gewählt.
Er wurde in der VIII. Abteilung des Neuen Johannisfriedhofs beerdigt.

## Werke
- Mit Topographisch-anatomischer Atlas nach Durchschnitten an gefrornen Cadaver. Lief. 1–3. Veit, Leipzig 1867–1868 (1. Auflage). Digitalisat.
- Das Venensystem des menschlichen Körpers. Veit, Leipzig 1873.